# Peurise Teumaga
Der Peurise Teumaga, auch Peurise Lembaga genannt, ist ein Schild aus Indonesien.

## Beschreibung
Der Peurise Teumaga ist eine Version des Peurise. Er besteht aus Bronze und ist mit denselben halbkugelförmigen, breitrandigen Verzierungen versehen wie die anderen Peurise Arten. Die Außenseite ist oft mit feinen, kreisförmigen Dekorationen versehen, die mit einem Meißel eingeschlagen werden. Der Peurise Teumaga wird von Ethnien in Indonesien benutzt.